# Cyclops haueri
Cyclops haueri är en kräftdjursart som beskrevs av Andreas Kiefer 1931. Cyclops haueri ingår i släktet Cyclops och familjen Cyclopidae. Inga underarter finns listade i Catalogue of Life.